# Ptyelus niger
Ptyelus niger är en insektsart som beskrevs av Victor Lallemand 1920. Ptyelus niger ingår i släktet Ptyelus och familjen spottstritar. Inga underarter finns listade i Catalogue of Life.